# Arthur-Lohse-Brücke
Die Arthur-Lohse-Brücke, eine Fußgängerbrücke im Rabenauer Grund, war eine Verbindung vom Rabenauer Grundweg über die Rote Weißeritz zum Predigtstuhl, dem Einsiedlerfelsen, zum Brautbett und zur Vogelstelligen sowie zur Rabenauer Stadtrandsiedlung Waldfrieden zu gelangen. Ende September 2023 wurde sie wegen Baufälligkeit abgerissen.

## Geschichte

### Erste Brücke 1939
Der Hainsberger Heimatforscher und Gebirgsfreund des Gebirgsvereins Arthur Lohse erkannte die Notwendigkeit einer sicheren Überquerung der Roten Weißeritz im Rabenauer Grund. Neben dem Grundweg direkt im Tal gibt es hier links und rechts an den Hängen interessante Pfade mit der einen oder anderen Aussicht. Ein Wanderweg führte hoch zum rechten Ufer des Flusses, einst Friedensweg und später Sagenweg genannt. Lohse initiierte eine Spendensammlung und wurde dabei von seinen Gebirgsvereinskameraden und dem Alpenverein unterstützt. Der Heimatforscher organisierte weitere Gelder und Materialien für den Bau der Flussüberquerung. Unter ungünstigen Bedingungen errichtete die Technische Nothilfe bei ansteigender Weißeritz innerhalb von einer Woche eine 17 Meter lange Holzbrücke. Im Rahmen des Rabenauer Heimatfestes wurde die Brücke am 24. Juni 1939 feierlich eingeweiht und eröffnet sowie auf den Namen des Initiators Arthur Lohse getauft. Fortan konnten somit die Wanderer den vom Heimatfreund und Wegewart Paul Laue geschaffenen Zickzackweg zum Sagenweg bequem erklimmen. Unterstützt wurde Lohse von der Hainsberger Feuerwehr, welche den steilen Weg mit rund 75 Meter Höhe über der Roten Weißeritz mit Stufen aus Gneisgestein bis zum heutigen Sagenweg befestigte. Beim Heimatfest im Jahr 1939 wurde dieser ebenfalls eingeweiht und nach dem Erbauer benannt. Somit ist eine Verbindung vom Rabenauer Grundweg zum Predigtstuhl, dem Einsiedlerfelsen, zum Brautbett und zur Vogelstelligen sowie zur damals neuen Rabenauer Stadtrandsiedlung Waldfrieden verwirklicht worden.

### Nach 1945
Die hölzerne, inzwischen morsch gewordene Brücke am Einsiedler brach am 1. Mai 1951 in sich zusammen. Es waren keine Menschenschäden zu beklagen. Bereits im Jahr 1952 entstand eine neue hölzerne Brücke durch die Gemeinde Hainsberg. Im Jahr 1961 fanden die Wildwasser- und Kanuslalomweltmeisterschaften in Ausrichtung durch die Gemeinde Hainsberg statt. Dabei diente die Arthur-Lohse-Brücke als idealer Standort für Kameraaufnahmen. Im Jahr 1979 mussten Instandsetzungsarbeiten an dem Weißeritzübergang durchgeführt werden.
Der Sagenweg wurde nach der Wiedervereinigung durch den Heimatverein Rabenau rekonstruiert und im Jahr 1992 wiedereröffnet. Nun konnte man wieder zum Predigtstuhl, Brautbett, zur Mehnert-Bank und Weißen Bank, zur Vogelstelligen, zum Paul-Stephan-Platz, zum Großvaterstuhl sowie zum Konrad-Grüttner-Platz wandern. Teile des Weges wurden zusätzlich mit Aussichtsplattformen erschlossen. Der Predigtstuhl erhielt seinen Namen, als die Schweden 1639 während des Dreißigjährigen Krieges Rabenau heimsuchten, mordeten und brandstifteten, flüchteten die Bewohner in die umliegenden Wälder. Pfarrer Antonius Botenhäuser sammelte die Menschen an diesem Felsen um sich und spendete ihnen Trost und Kraft, indem er Gottes Wort predigte.
Beim Hochwasser im Jahr 2002 wurde die Brücke, wie fast alle Brücken im Grund, zerstört. Bereits im Jahr 2003 konnte eine neue Brücke eröffnet werden. Diese modern wirkende Konstruktion mit Spannseilen und Edelstahlverbindungen wurde auf Grund mangelnder Wartung und Pflege im Laufe der Zeit baufällig und 2021 für die Nutzung vom Eigentümer, dem Staatsbetrieb Sachsenforst, gesperrt. Somit ist der internationale Wanderweg über den Sagenweg nicht mehr möglich und bedeutet einen starken Verlust für die Wander- und Heimatfreunde. Nunmehr wurde bekannt, dass die Brücke noch 2023 abgerissen werden soll. Diese Brücke ist aber die einzige Möglichkeit, einen Rundweg entlang des Sagenweges mit dem Predigtstuhl, Brautbett oder der Aussicht Vogelstellige zu begehen. Auch der Paul-Laue-Steig ist damit abgeschnitten. Man erreicht all diese zwar weiterhin über den Semmelsteig, müsste dann aber auf gleichem Wege zurück. Der 40 Kilometer lange SachsenEnergie-Erlebnispfad ist unterbrochen und nicht nutzbar. Ebenso betrifft es den Entdecker-Wanderweg Auf den Spuren der Rabenauer Stuhlbauer. Außerdem ist somit der internationale Pilgerrundweg zwischen Rabenau und Dippoldiswalde und der Wanderweg entlang der Weißeritztalbahn von Hainsberg nach Kipsdorf über den Sagenweg nicht mehr möglich. Das bedeutet, dass auch der internationale Wanderweg nach Tschechien nur noch eingeschränkt begehbar ist. In der 39. Kalenderwoche wurde die Arthur-Lohse-Brücke wegen fehlender Verkehrssicherheit und Unsanierbarkeit im Auftrag vom Forstbezirk Bärenfels entfernt und demontiert. Die Behörden waren nicht in der Lage, in der Zwischenzeit für eine neue Flussquerung zu sorgen.